# Generación del 80 (España)

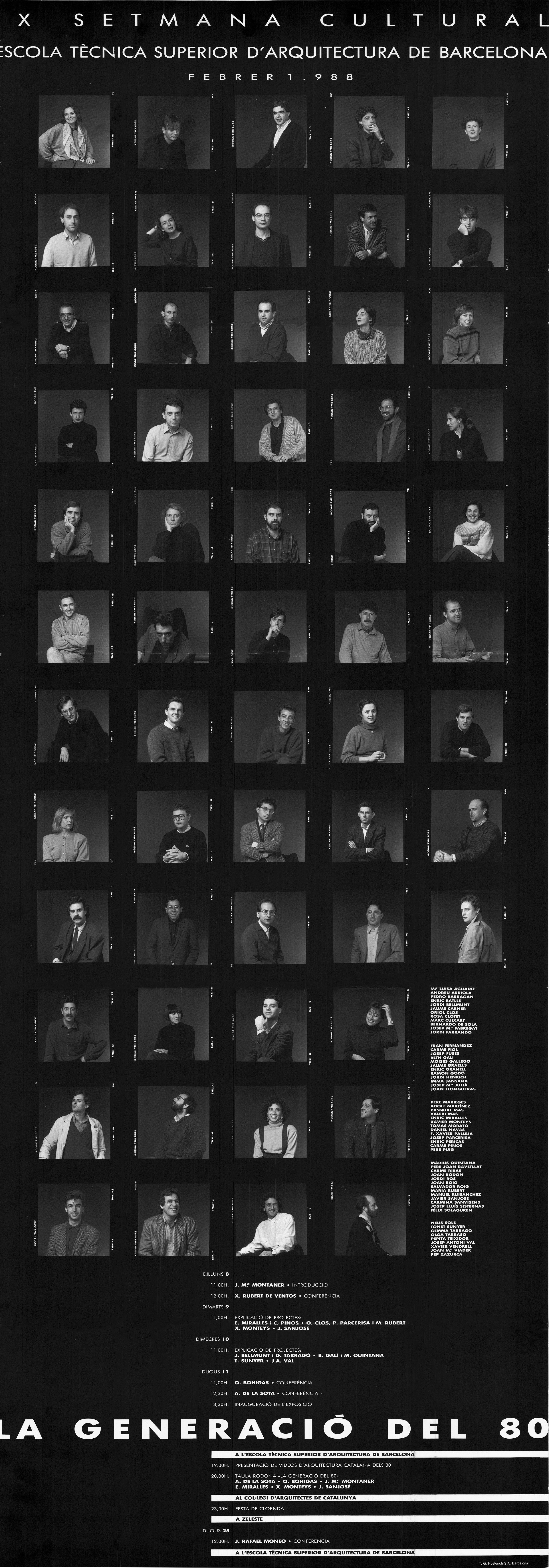
“La generación del 80”, póster y programa de la exposición y las jornadas en el Colegio de Arquitectos de Cataluña y la Escuela Superior de Arquitectura de Barcelona 1988

Generación del 80 es el nombre que recibe el grupo de arquitectos catalanes que en el periodo de inicio de la penúltima década del siglo XX abordan su producción en torno a la renovación de la arquitectura y el espacio público.
Dos factores se consideran determinantes: la formación académica en la Escuela Superior de Arquitectura de Barcelona en un tiempo de gran efervescencia durante la transición democrática, coincidente con la docencia académica del arquitecto Rafael Moneo y la oportunidad de participar activamente en la corriente renovadora del espacio urbano que impulsan los nuevos ayuntamientos en este periodo.
Considerada como la tercera generación de arquitectos surgidos en Cataluña tras la guerra civil. La primera estuvo integrada por arquitectos como Coderch, Correa, o Bohigas que arranca con la herencia del movimiento moderno a la que siguió otra generación de autores como Tusquets-Clotet, Piñón-Viaplana, Elías Torres, Soria-Garces, etc. La generación del ochenta se forma en un momento muy especial de la formación académica  de la Escuela Superior de Arquitectura de Barcelona donde aparecen nombres como el de Sostres, Correa, Bohigas, Manuel e Ignasi de Solà-Morales, Rubert de Ventós y de una manera muy destacada para esta generación la maestría de Rafael Moneo antes de iniciar su etapa docente en Estados Unidos marcará un referente que se mantendrá a lo largo de diferentes décadas.

## Componentes
Primero como jóvenes activos de la recuperación urbana de la ciudad y más tarde, muchos, como partícipes en la enseñanza académica de la arquitectura y el urbanismo, son componentes citados de esta generación: Enric Miralles, Xavier Monteys, Andreu Arriola, Moisés Gallego,Tonet Sunyer, Enric Batlle, Enric Granell, Jordi Ros, Félix Solaguren, Daniel Navas, o Marcià Codinachs entre otros y donde de una manera significativa aparecen por primera vez en el contexto  generacional de la arquitectura, un gran grupo de jóvenes arquitectas como: Carme Fiol, Beth Galí, Carme Pinós, Maria Rubert, Neus Solé, Olga Tarrasó, Imma Jansana o Carme Ribas entre otras, que abren  una visión más integradora de la arquitectura el urbanismo y el diseño.

## Influencias
Comparten influencias de los diferentes movimientos europeos. Se trata de un periodo caracterizado por la recomposición de formas elementales, la irrupción de una abstracción poética -incluida en un cierta reinterpretación de la arquitectura de la Ilustración- que en torno a Aldo Rossi reconcilia su visión nostálgica del racionalismo a través de la construcción de la “arquitectura de la ciudad” desde esencias y orígenes (A. Loos, L. Mies o Terragni). La ecléctica valoración de las arquitecturas previas de Stirling y Smithson junto a la crítica post racionalista norteamericana liderada por los Five Architects propone amplios referentes. Al mismo tiempo que en Europa  una eclosión de movimientos en torno al concepto de  la “ciudad recuperada” de Leon Krier avanza el postmodernismo  estadounidense de Michael Graves para más tarde autoinfluirse en un entorno como el de un cierto deconstructivismo que algunos de los componentes como E. Miralles particularizan.

## Entorno

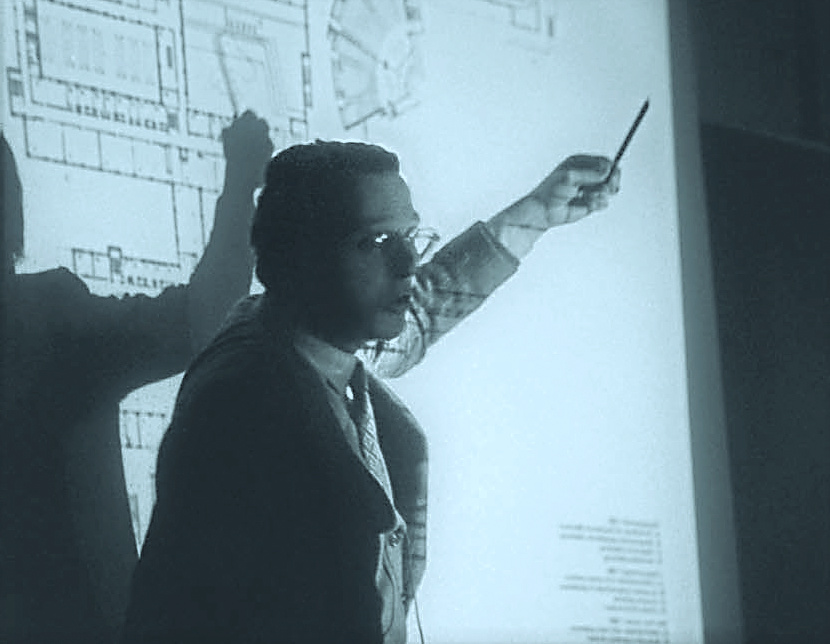
Rafael Moneo en la Escuela Superior de Arquitectura de Barcelona década de los 80

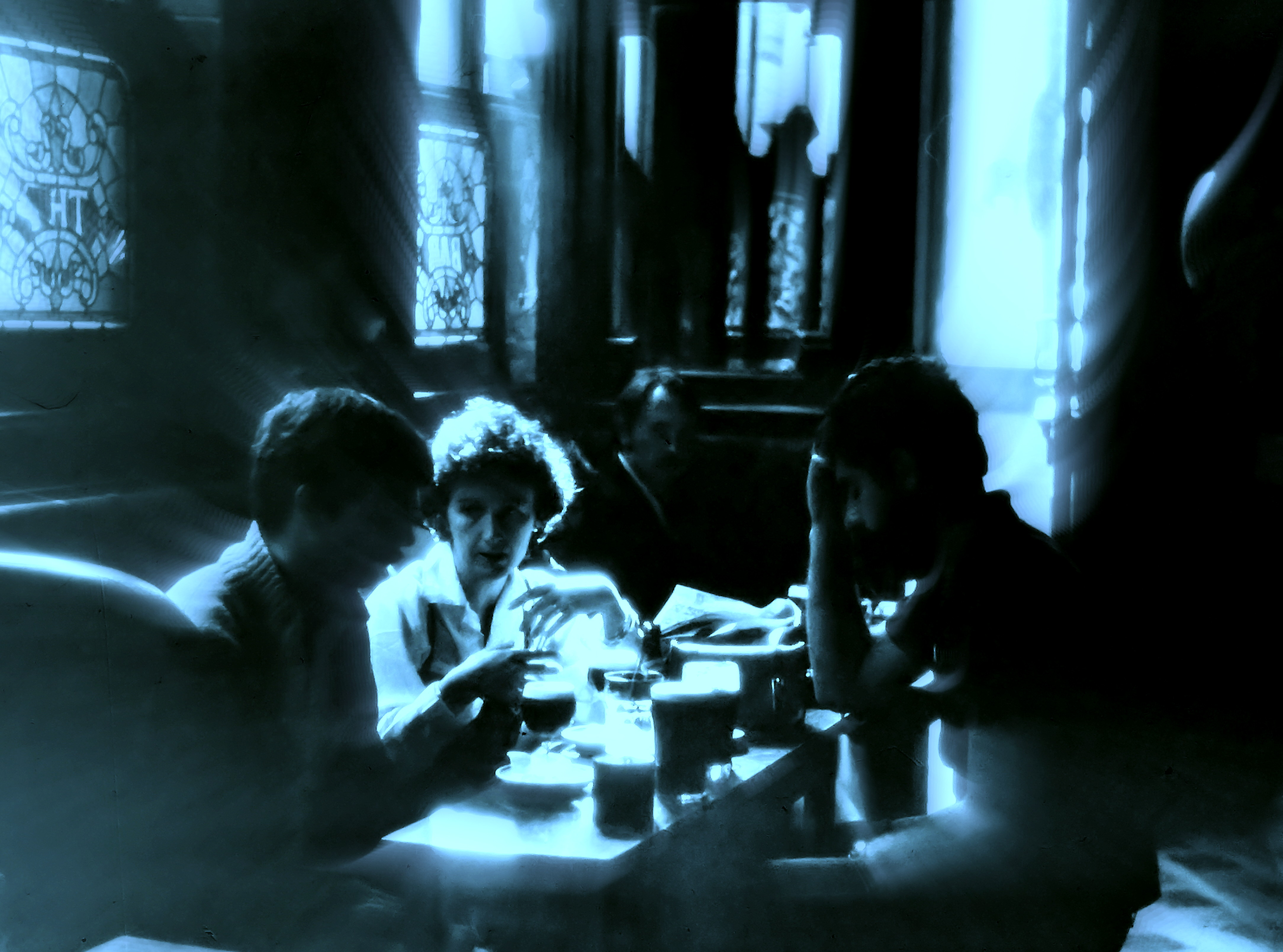
Encuentro de arquitectos de la “Generación de los 80”, de derecha a izquierda: Enric Miralles, Neus Solé y Marcià Codinach. Interior del International Bar del Ulises de James Joyce. (Wicklow Street). Dublín 1977

Tal como señalaba el teórico J.M. Montaner al analizar a las filiaciones próximas de esta generación, se referiría a la influencia en el periodo inicial de la obra de algunos estudios sobre otros, salvo la referencia más autónoma del estudio de D. Navas, N. Solé y I. Jansana, la mayoría de estas influencias se producirían  desde la experiencia en las  colaboraciones dentro de los despachos de la generación anterior. como  el referente   de Piñón y Viaplana sobre la obra inicial de  Miralles y Pinós, o la de Elías Torres y Martínez Lapeña sobre sus excolaboradores M. Usandizaga y J. A. Val, la de Manuel de Solà-Morales sobre J. Parcerisa y M. Rubert, la de Eduard Bru sobre J.Bellmunt y G.Tarragó. O la referencia a un entorno editorial de A 30  en el caso de Roig y Batlle o de P. J. Ravetllat.
Coincidiendo con la etapa política de la ”Transición”, gran parte de los profesionales que habían colaborado con los movimientos asociativos, se incorporan a las nuevas instituciones democráticas desarrollando el proyecto urbano que integra el espacio público y la arquitectura como infraestructuras cívicas cohesionadoras de los barrios históricos junto al tejido metropolitano.
El Liderazgo de Oriol Bohigas en el ayuntamiento de Barcelona y la creación del departamento de “Proyectos Urbanos”,  junto a los arquitectos J.A. Acebillo , J. Busquets y J.M. Llop después, propicia una activa competencia entre los jóvenes arquitectos de esta generación. Unos, desde fuera, reciben encargos de la administración y otros se incorporan a los ayuntamientos para construir estas nuevas áreas, como es el caso de algunos de ellos, como Beth Galí, A. Arriola, P. Barragán, J. Farrando, Pepita Teixidor, Carme Fiol, etcétera.

## Debates y Exposiciones
La primera visualización externa de este grupo generacional es en 1985 con la jornada “Cumplirán cuarenta y cinco en el año dos mil” que se celebrará en la Biblioteca del Colegio de Arquitectos en Tarragona donde son llamados a reflexionar sobre sus obra nueve jóvenes arquitectos barceloneses de esta generación: M.Codinach, E.Miralles, E.Granell, J.J. Lahuerta, D. Navas, I. Jansana, N.Solé, X.Monteys, y  M.Usandizaga sesión que moderaría el arquitecto e historiador Antonio Pizza.
En noviembre de1986 y dentro del debate académico de la ETSAB y como colofón a los cursos de doctorado se celebraron las jornadas “Crítica a la arquitectura de los ochenta” que organizadas por J. Mutanyola Thornberg, fueron convocados al debate: Eugeni Trias, L. Fernández Galiano, Luigi Snozzi, Enric Miralles, Carme Pinós, Rem Koolhaas, Neus Solé, Imma Jansana, Daniel Navas y Frank Werner. 
En 1988 y con el título “La generación del 80” se organiza la exposición y las jornadas que coproducidas por el Colegio de Arquitectos de Catalunya y la Escuela Superior de Arquitectura de Barcelona sirven para visualizar la obra de este grupo de arquitectos y mostrar los diferentes proyectos en curso de realización. En aquellas sesiones de debate intervinieron entre otros X. Rubert de Ventós, A. de la Sota, Rafael Moneo y O. Bohigas. A las que siguieron las organizadas por la Diputación de Barcelona “Nova arquitectura municipal”, celebradas en la Sede de la Diputación de Barcelona y que recogería el libro del mismo título de la editorial A30 Edicions d’Arquitectura. Donde se exponen treinta proyectos de equipamientos y espacios públicos promovidos por el Área de Cooperación Municipal que impulsaría entre otros el arquitecto J.M. Guillumet.
Ese mismo año el diario “El País” recoge el trabajo de J.M. Montaner titulado “Arquitectos posnovísimos españoles. Un lugar para la última generación de profesionales titulados a finales de los años setenta.”  Donde se recoge el entorno que subyace a este grupo y periodo, en el que también extiende al trabajo editorial de aquellos profesionales que inician su producción justo sobre el cambio democrático y que abarcan críticos como Pedro Azara o Juanjo Lahuerta y editores como Juli Capella, Quim Larrea y Ramón Úbeda, de la revista Ardi, Fernando Márquez y Richard Levene, de la publicación El Croquis o Xavier Güell, en la editorial Gustavo Gili entre otros.
En 2008, coincidiendo con los 20 años de la primera exposición, la Sala Picasso y la Sala de Actos del C.O.A.C. recuerdan aquella primera manifestación en torno a la Generación del 80 con una nueva muestra  “Tornen els 80!” que recogía la obra contemporánea de los mismos autores de la de 1988. Dos factores se hicieron visibles en aquellas sesiones: la sombra de la crisis que arrastraba el modelo urbano que tanto éxito había cosechado en ciudades como Barcelona, al que tanto había colaborado aquella generación, y la otra evidencia fue la notable ausencia de E. Míralles, desaparecido en el año 2000, justo cumplidos los 45 años.
En 2017 en el último acto público como director de la Escuela de Arquitectura del que fuera miembro de aquella generación Jordi Ros y coincidiendo con el homenaje que la ETSAB   hacia a Rafael Moneo en su ochenta aniversario se presentó el libro Una manera de enseñar arquitectura. Lecciones desde Barcelona, 1971-1976 que recoge parte del material didáctico en el que se formó aquella generación. Según palabras de Moneo: “Un documento que dice de qué modo tratábamos de iniciarnos los estudiantes y yo mismo, en cómo aprender arquitectura [...] Testimonio de lo que fue una actitud ante la arquitectura en los años 70 en una ciudad como Barcelona, en la España de finales del siglo XX que comenzaba a ser consciente de pertenecer a una cultura, la occidental, en la cual la arquitectura se iba a discutir globalmente".

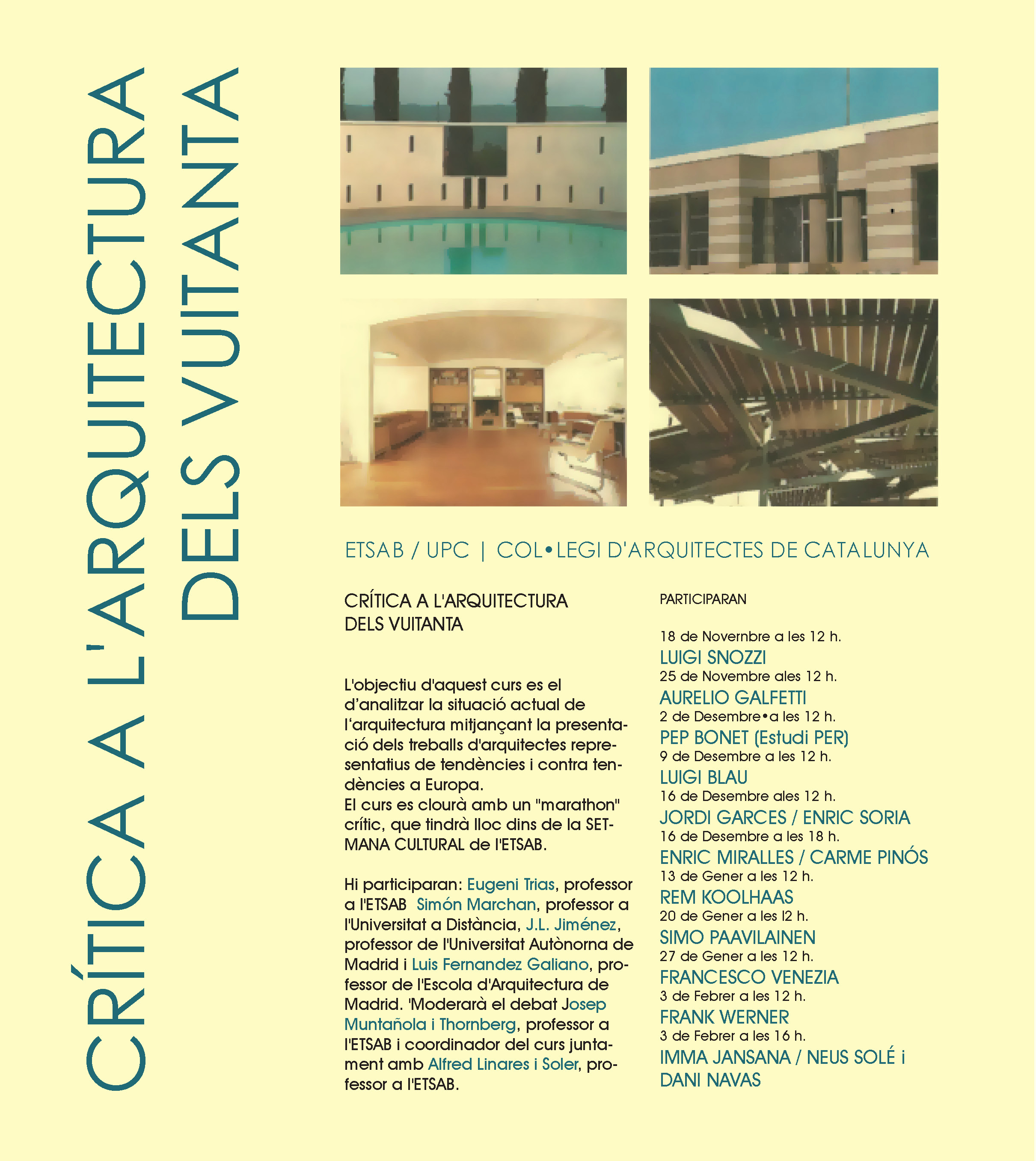
Critica a la arquitectura de los 80  - UPC + COAC
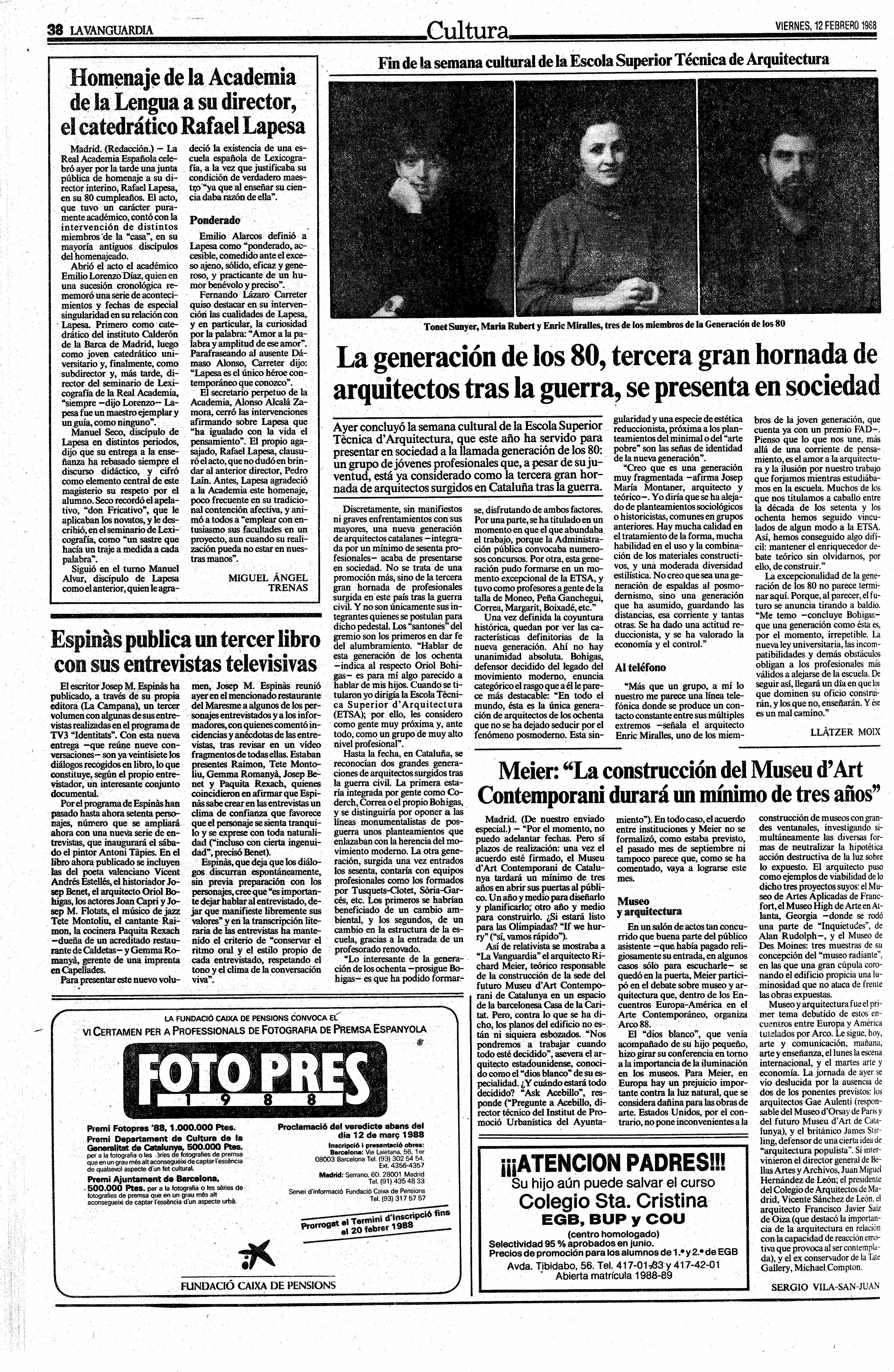
"La generación del 80" - LaVanguardia
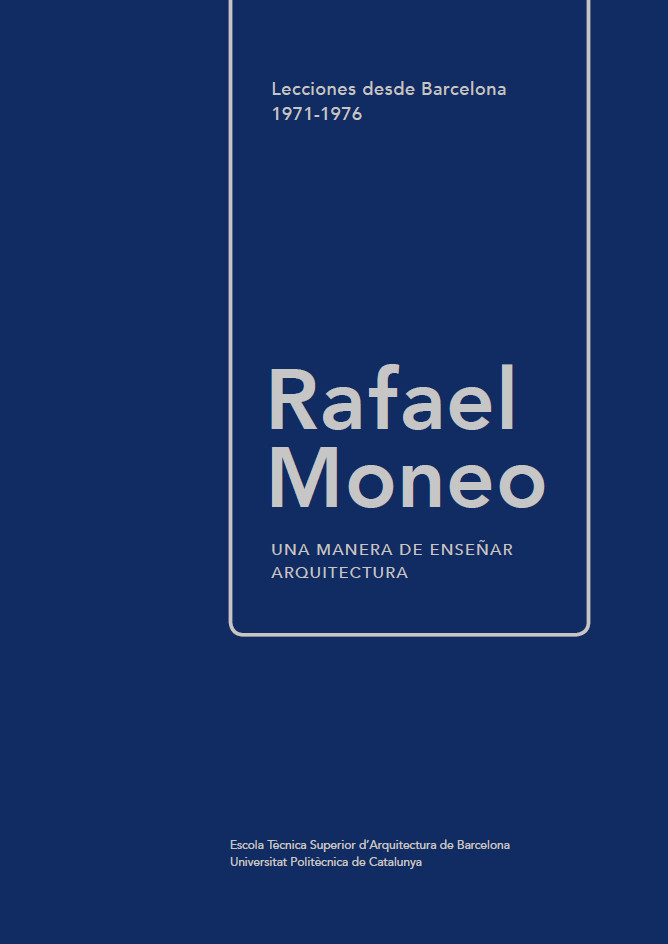
Portada "Una manera de enseñar arquitectura"
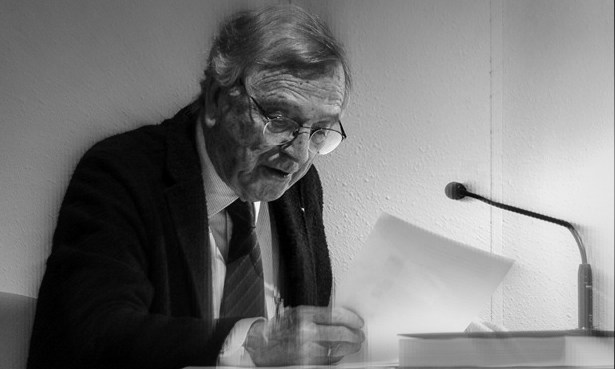
Rafael Moneo presentación del libro "Una manera de enseñar arquitectura. / Lecciones desde Barcelona. 1971-1976"